# Corematura chrysogastra
Corematura chrysogastra là một loài bướm đêm thuộc phân họ Arctiinae, họ Erebidae.